# خوان فيزكينو
خوان فيزكينو (بالإسبانية: Juan Vizcaíno) هو لاعب كرة قدم إسباني في مركز الوسط، ولد في 6 أغسطس 1966 في La Pobla de Mafumet ‏ في إسبانيا. شارك مع منتخب إسبانيا لكرة القدم ومنتخب كاتالونيا لكرة القدم. أما مع النوادي، فقد لعب مع أتلتيكو مدريد وخيمناستيك طركونة وريال بلد الوليد وريال سرقسطة ونادي إلتشي.

## وصلات خارجية
- خوان فيزكينو على موقع الاتحاد الدولي (مؤرشف)  (الإنجليزية)
- خوان فيزكينو على موقع قاعدة بيانات كرة القدم.إي يو (الإنجليزية)
- خوان فيزكينو على موقع ناشيونال فوتبول تيمز (الإنجليزية)